# فردریک دوم دانمارک
فردریک دوم دانمارک (انگلیسی: Frederick II of Denmark؛ ۱ ژوئیهٔ ۱۵۳۴ – ۴ آوریل ۱۵۸۸) پادشاه دانمارک-نروژ بود.
وی در سال ۱۵۵۹ به پادشاهی رسید. در زمان وی اصلاحات اقتصادی و سیاسی زیادی انجام شد و دانمارک دارای نیروی دریایی گردید. وی در ۴ آوریل سال ۱۵۸۸ میلادی درگذشت. پس از وی، پسر اولش کریستیان چهارم به پادشاهی رسید.